# Sam Hornish, Jr.
Samuel Jon Hornish, Jr. (2 de julho de 1979, Bryan, Ohio) é um automobilista estadunidense. Hornish foi campeão por 3 vezes da Indy Racing League além de vencer as 500 Milhas de Indianápolis. Correu pela equipe Penske na NASCAR Nationwide Series.
Ele atualmente compete na NASCAR Sprint Cup Series, dirigindo o n º 9 Ford por Richard Petty Motorsports.

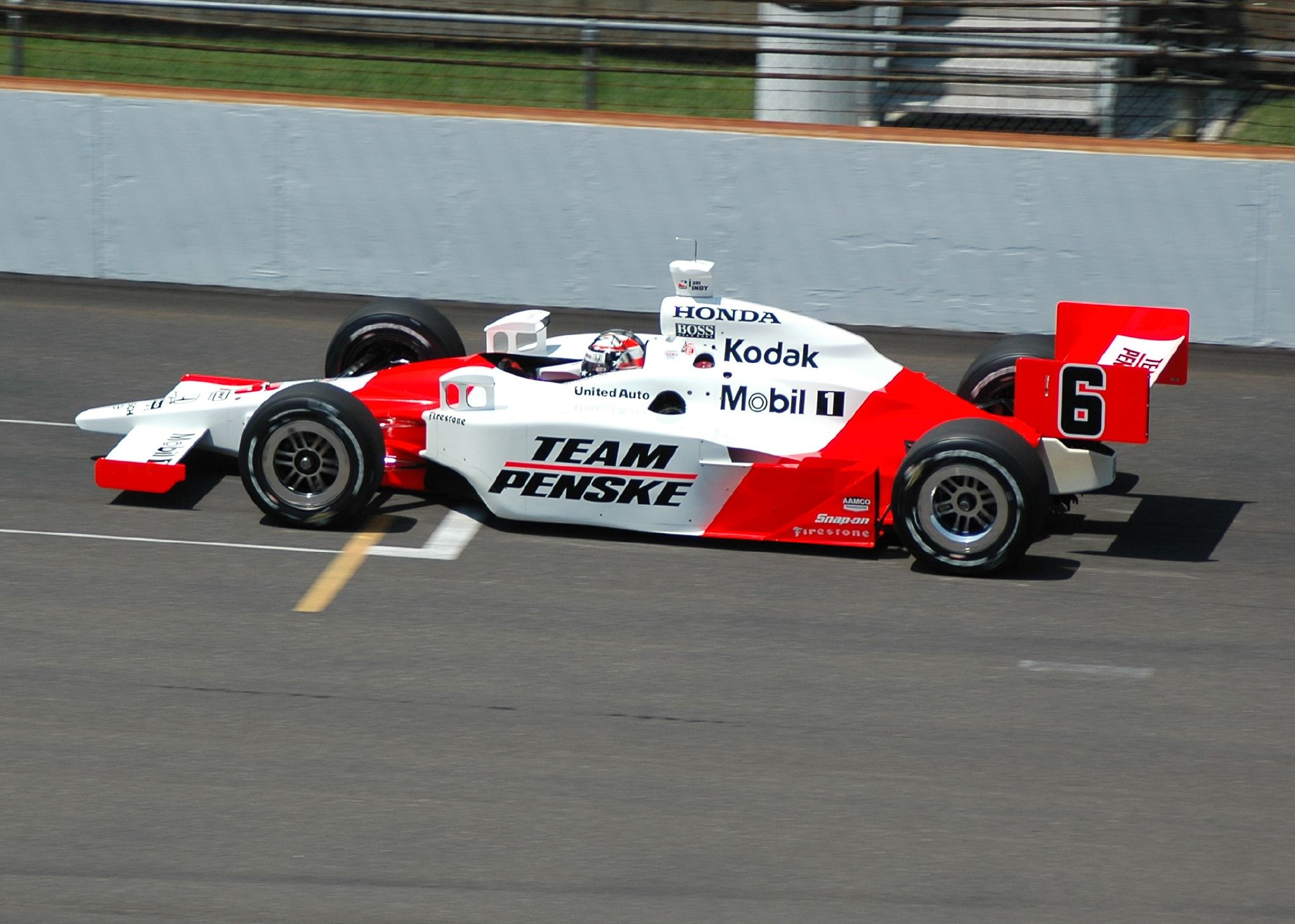
Carro de Sam Hornish Jr. na IRL em 2007

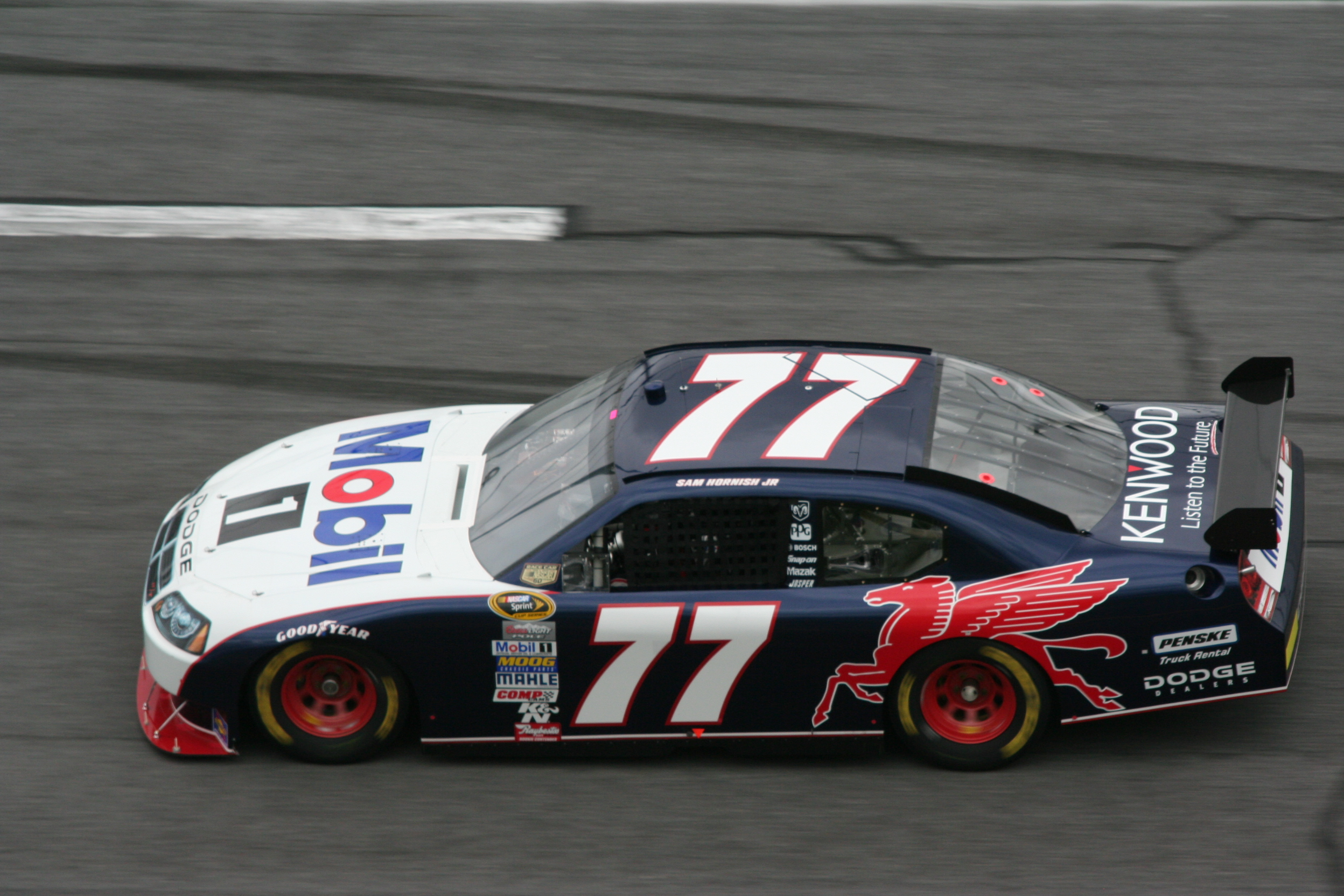
Carro de Sam hornish Jr. na NASCAR em 2008

Hornish primeiro competiu em World Karting Association. Hornish começou a competir a U.S. F2000 National Championship na temporada de 1996 e o Atlantic Championship em 1999.
Hornish começou a competir na IndyCar Series em 2000 para PDM Racing. Em 2001 foi para a Panther Racing vencendo três provas e foi campeão. Em 2002 venceu cinco provas e o campeonato e em 2003 venceu 3 provas. Na temporada de 2004 foi para a Penske e ganharia mais 8 corridas, incluindo as 500 Milhas de Indianápolis de 2006 e o campeonato de 2006. No momento da sua partida da categoria após o temporada de 2007, Hornish tinha o recorde de mais vitórias na categoria, com 19 vitórias.
Hornish começou a competir na NASCAR para o Team Penske no ano de 2006 e começou a disputar o Sprint Cup Series em 2007 e começou a competir na Sprint Cup em tempo integral em 2008. Em 2009, teve 8 top ten. Hornish retornou para a NASCAR Nationwide Series em 2011 para uma temporada part-time(não foi em tempo integral) e ganhou em Phoenix International Raceway. Hornish começou a competir em tempo integral na NASCAR em 2012 e terminou em quarto em pontos. Durante a Sprint Cup de 2012 Hornish substituiu A.J. Allmendinger, que estava impossibilitado de correr no momento, e pegaria um top five. Na Nationwide Series de 2013, Hornish ganhou uma corrida e teria 16 top 5 e 24 top 10 para terminar em segundo nos pontos. Hornish competiria apenas em uma temporada em part-time para Joe Gibbs Racing em oito corridas. Hornish ganhou uma corrida e terminou quatro vezes no top five.

## Resultados

### IRL
| Ano  | Equipe  | 1      | 2       | 3       | 4       | 5       | 6        | 7       | 8       | 9       | 10    | 11      | 12       | 13      | 14      | 15    | 16      | 17    | Pts | Pos |
| ---- | ------- | ------ | ------- | ------- | ------- | ------- | -------- | ------- | ------- | ------- | ----- | ------- | -------- | ------- | ------- | ----- | ------- | ----- | --- | --- |
| 2000 | PDM     | WDW 20 | PHX Ret | LSV 3   | IND Ret | TXS Ret | PPIR Ret | ATL DNS | KTY 9   | TX2 Ret |       |         |          |         |         |       |         |       | 110 | 21º |
| 2001 | Panther | PHX 1  | HMS 1   | ATL 4   | IND 14  | TXS 3   | PPIR 2   | RIR 2   | KAN 2   | NSH 6   | KTY 3 | STL 3   | CHI 2    | TX2 1   |         |       |         |       | 503 | 1º  |
| 2002 | Panther | HMS 1  | PHX 3   | CAL 1   | NZR 17  | IND 25  | TXS Ret  | PPIR 3  | RIR 1   | KAN 2   | NSH 3 | MIS 7   | KTY 2    | STL 5   | CHI 1   | TX2 1 |         |       | 531 | 1º  |
| 2003 | Panther | HMS 10 | PHX Ret | JPN 6   | IND Ret | TXS 10  | PPIR 5   | RIR 4   | KAN Ret | NSH 11  | MIS 2 | STL 6   | KTY 1    | NZR 2   | CHI 1   | CAL 1 | TX2 Ret |       | 461 | 5º  |
| 2004 | Penske  | HMS 1  | PHX 15  | JPN Ret | IND Ret | TXS 4   | RIR 11   | KAN 8   | NSH 2   | MIL 3   | MIS 4 | KTY 14  | PPIR Ret | NZR 11  | CHI 6   | CAL 4 | TX2 Ret |       | 387 | 7º  |
| 2005 | Penske  | HMS 2  | PHX 1   | STP Ret | JPN 7   | IND Ret | TXS 2    | RIR Ret | KAN 12  | NSH 2   | MIL 1 | MIS 5   | KTY 7    | PPIR 2  | SNM 17  | CHI 3 | WGL 7   | CAL 5 | 512 | 3º  |
| 2006 | Penske  | HMS 3  | STP 8   | JPN 4   | IND 1   | WGL 12  | TXS 4    | RIR 1   | KAN 1   | NSH Ret | MIL 2 | MIS Ret | KTY 1    | SNM 9   | CHI 3   |       |         |       | 475 | 1º  |
| 2007 | Penske  | HMS 3  | STP 7   | JPN 5   | KAN 6   | IND 4   | MIL 9    | TXS 1   | IOW Ret | RIR 15  | WGL 2 | NSH 4   | MDO 14   | MIS Ret | KTY Ret | SNM 5 | DET 12  | CHI 3 | 465 | 5º  |

| Anos | Equipes | Corridas | Poles | Vitórias | Pódios (Não vencendo) | Top 10s (Fora do pódio) | Vitórias em Indianápolis | Títulos               |
| ---- | ------- | -------- | ----- | -------- | --------------------- | ----------------------- | ------------------------ | --------------------- |
| 8    | 3       | 116      | 12    | 19       | 27                    | 32                      | 1 (2006)                 | 3 (2001, 2002 e 2006) |

## 500 Milhas de Indianápolis[1]
| Ano  | Equipe         | Chassi      | Motor                    | Pneus | Final |
| ---- | -------------- | ----------- | ------------------------ | ----- | ----- |
| 2000 | PDM Racing     | Dallara IR0 | Oldsmobile Aurora L47 V8 | F     | 24º   |
| 2001 | Pabther Racing | Dallara IR0 | Oldsmobile Aurora L47 V8 | F     | 14º   |
| 2002 | Panther Racing | Dallara IR0 | Chevrolet V8             | F     | 25º   |
| 2003 | Panther Racing | Dallara IR2 | Chevrolet V8             | F     | 15º   |
| 2004 | Penske         | Dallara IR2 | Toyota V8                | F     | 26º   |
| 2005 | Penske         | Dallara IR2 | Toyota V8                | F     | 23º   |
| 2006 | Penske         | Dallara IR2 | Honda V8                 | F     | 1º    |
| 2007 | Penske         | Dallara IR4 | Honda V8                 | F     | 4º    |

### NASCAR
| Ano  | Equipe | Nº | Motor/Chassis | 1      | 2      | 3      | 4      | 5      | 6      | 7      | 8      | 9      | 10     | 11     | 12     | 13     | 14     | 15     | 16     | 17  | 18  | 19  | 20  | 21  | 22  | 23  | 24  | 25  | 26  | 27  | 28  | 29  | 30  | 31  | 32  | 33  | 34  | 35  | 36  | NSC | Pts   |
| ---- | ------ | -- | ------------- | ------ | ------ | ------ | ------ | ------ | ------ | ------ | ------ | ------ | ------ | ------ | ------ | ------ | ------ | ------ | ------ | --- | --- | --- | --- | --- | --- | --- | --- | --- | --- | --- | --- | --- | --- | --- | --- | --- | --- | --- | --- | --- | ----- |
| 2008 | Penske | 77 | Dodge         | DAY 15 | CAL 43 | LSV 41 | ATL 25 | BRI 29 | MAR 28 | TEX 32 | PHO 20 | TAL 35 | RIC 23 | DAR 38 | LOW 13 | DOV 18 | POC 42 | MIC 22 | INF 31 | DY2 | CHI | NHA | PO2 | IND | GLN | MI2 | BR2 | CA2 | RI2 | NH2 | DV2 | KAN | TL2 | LW2 | MR2 | AT2 | TX2 | PH2 | HOM | 31º | 1248* |